# Блакитна година
Режимний час, Блакитна година (від французької l'heure bleue; вимовляється: [lœʁ blø]) — період сутінків (вранці або ввечері, навколо сутінки), коли Сонце розташоване на значній глибині під горизонтом. За цей час сонячне світло, що залишилося, набуває переважно синього відтінку. Цей відтінок відрізняється від кольору неба в ясний день, що обумовлено релеївським розсіюванням.
Блакитна година настає, коли Сонце розташоване досить далеко за горизонтом, щоб домінували блакитні хвилі сонячного світла через поглинання Шаппуї, викликаного озоном. Оскільки термін є розмовним, йому бракує офіційного визначення, такого як світанок, присмерк або три стадії сутінків. Швидше, блакитна година відноситься до стану природного освітлення, яке зазвичай відбувається навколо присмеркової стадії сутінкового періоду (на світанку або в сутінках).

## Пояснення та час виникнення
Усе ще часто представлене неправильне пояснення стверджує, що атмосфера Землі після заходу і перед сходом тільки приймає і розсіює коротші сині хвилі Сонця і розсіює довші, червонуваті довжини хвиль, щоб пояснити, чому відтінок цієї години такий блакитний. Фактично, блакитна година настає, коли Сонце розташоване досить далеко за горизонтом, щоб сині хвилі сонячного світла домінували через поглинання Шаппуї, викликане озоном.
Коли небо чисте, блакитна година може бути барвистим видовищем, а непрямі сонячні промені зафарбовують небо жовтим, оранжевим, червоним і синім. Цей ефект викликаний відносною дифузійністю коротких довжин хвиль (синіші промені) видимого світла в порівнянні з більшими довжинами хвиль (червоніші промені). Протягом «синьої години» червоне світло проходить крізь космос, а синє світло розсіюється в атмосфері і таким чином досягає поверхні Землі. Синя година зазвичай триває приблизно 20-30 хвилин відразу після заходу сонця і безпосередньо перед сходом сонця. Наприклад, якщо сонце заходить о 6:30 вечора, блакитна година настане з 6:40 вечора до 7 вечора. Якби сонце зійшло о 7:30 ранку, синя година буде відбуватися з 7 ранку до 7:20 ранку. Пора року, місце розташування та якість повітря впливають на точний час синьої години.

## Приклади

### Фотографія

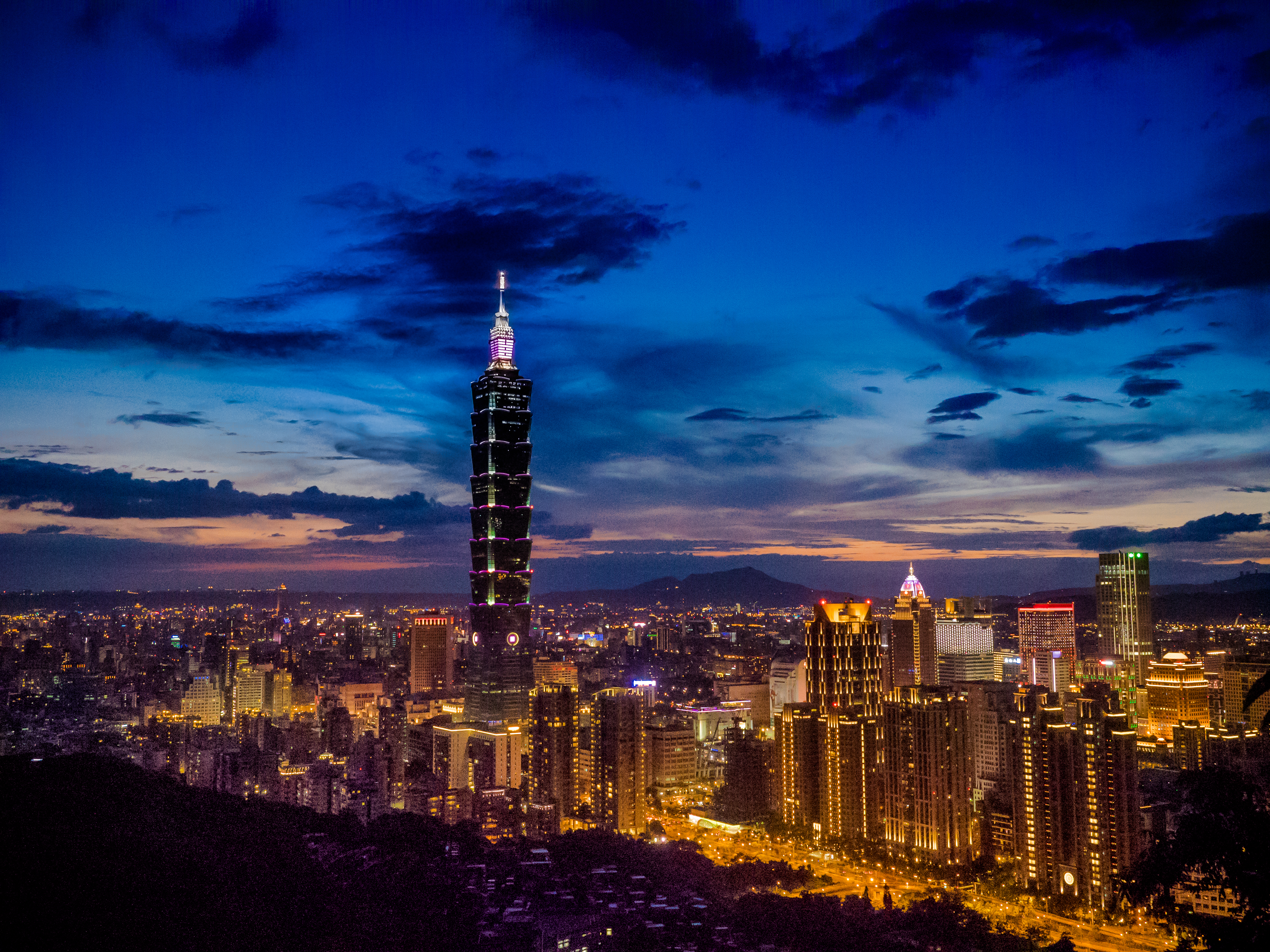
Блакитна година в Тайбеї, Тайвань

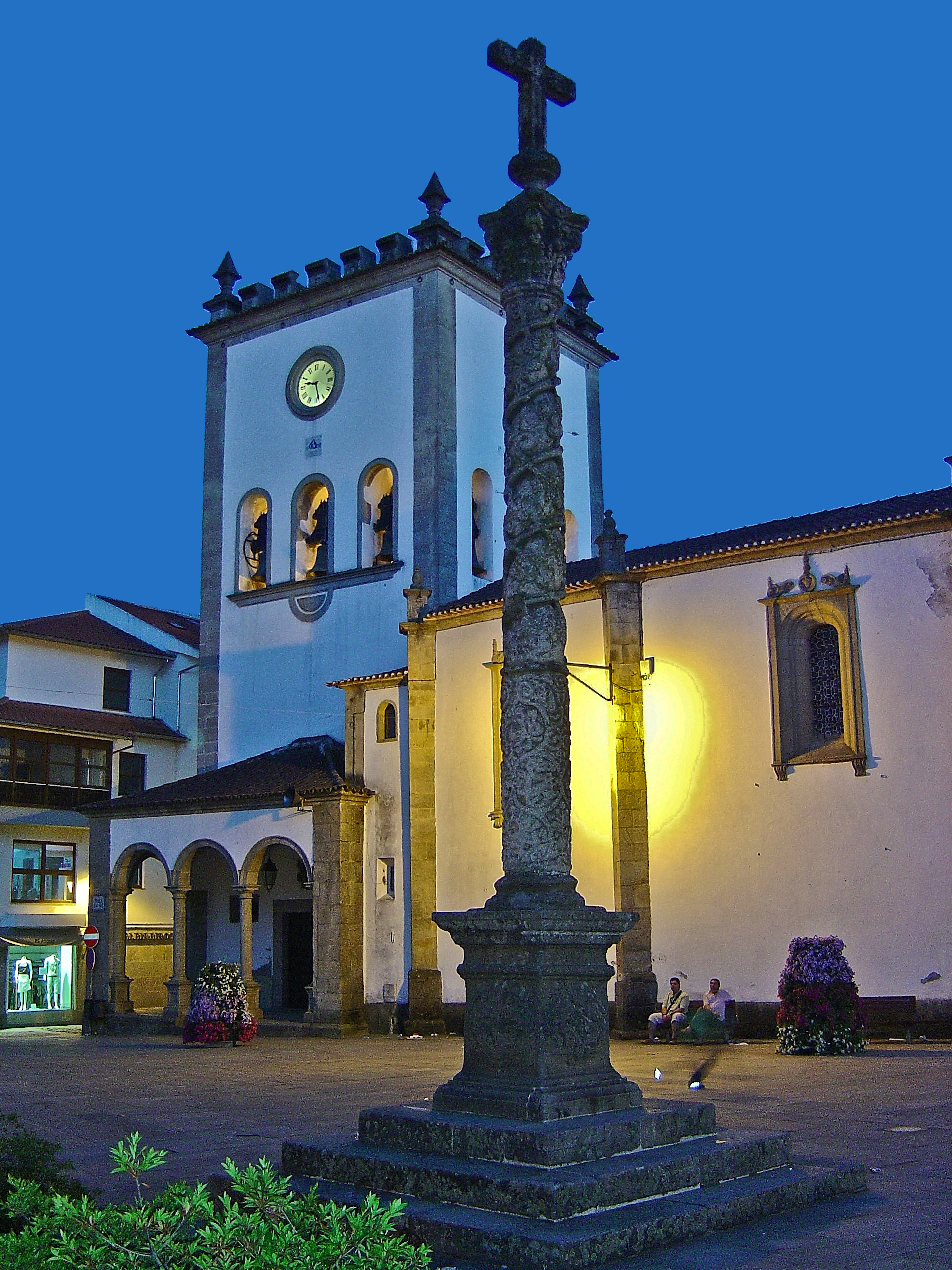
Блакитна година у Старому Браганському соборі Святого Імені Ісуса в Португалії.

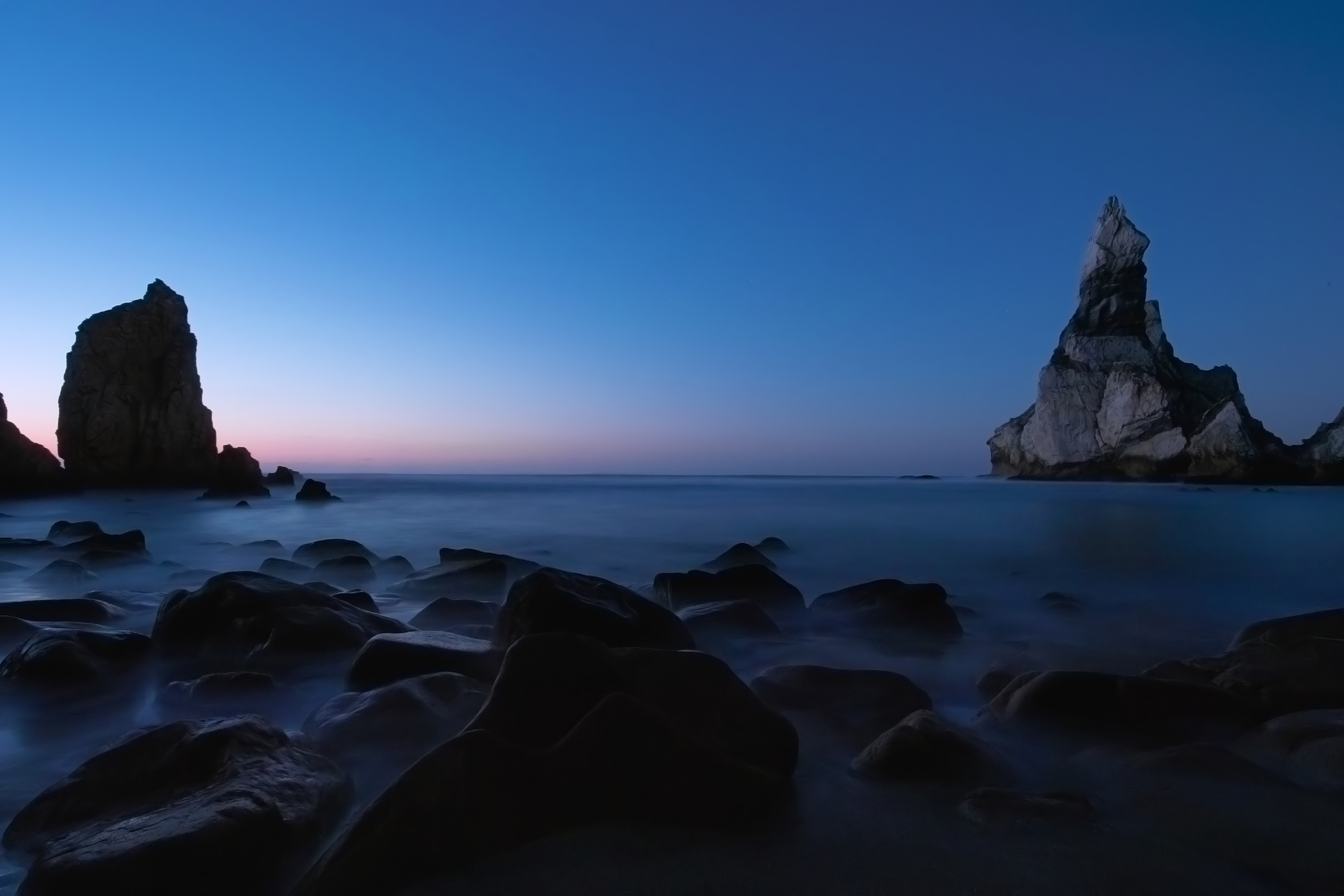
Прайя-да-Урса, Сінтра, Португалія: ширококутний вид на морський пейзаж під час Блакитної години

Багато художників цінують цей період за якість м'якого світла. Хоча блакитна година не має офіційного визначення, спектр синього кольору є найбільш помітним, коли Сонце розташоване від 4° до 8° нижче горизонту. Фотографи використовують блакитну годину, щоб створити спокійний настрій. Під час фотографування під час блакитної години може бути сприятливим зйомка об'єктів, які мають штучні джерела світла, наприклад, будівлі, пам'ятники, міські пейзажі або мости.

### Мистецтво

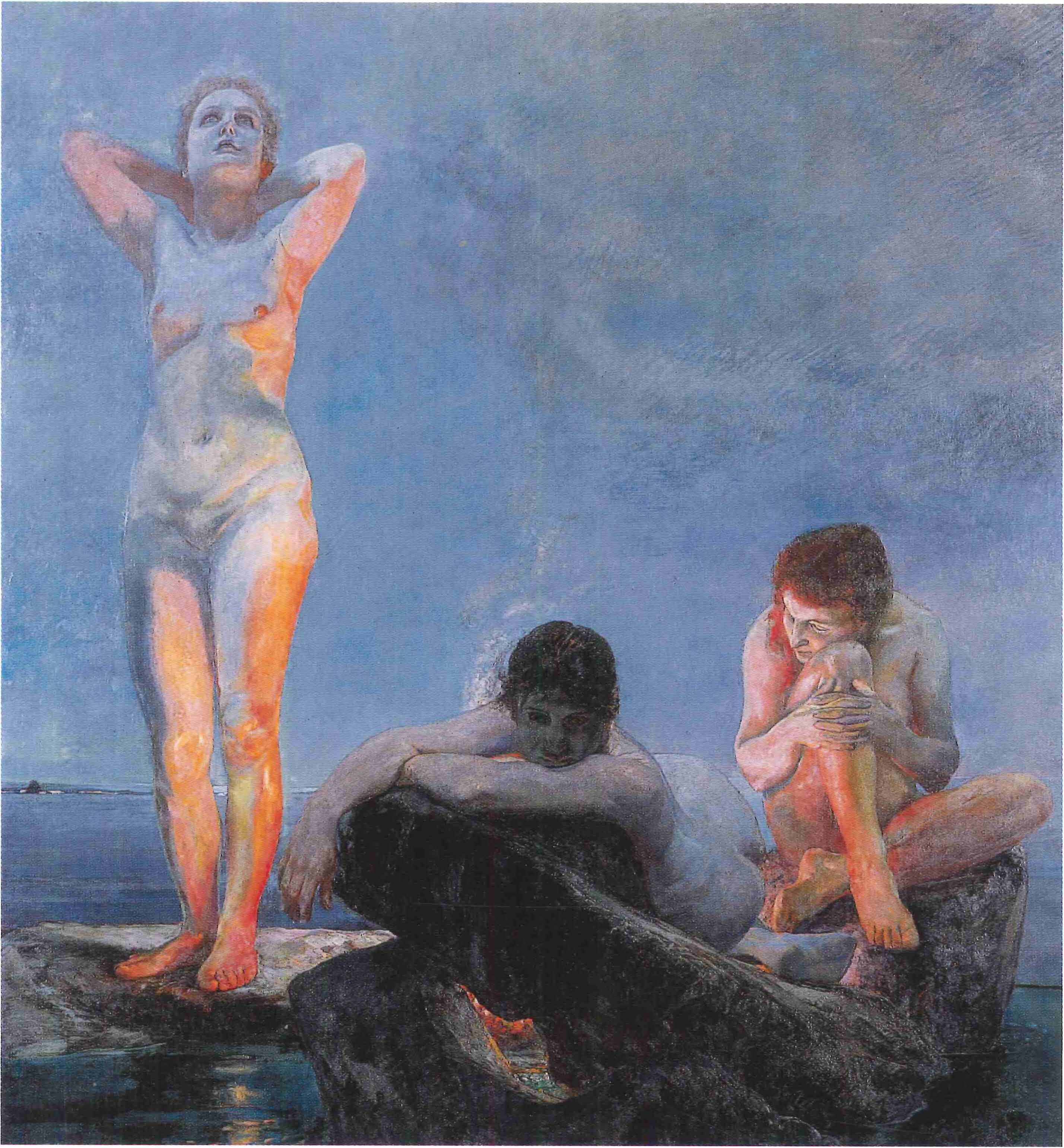
«Синя година» (1890), картина Макса Клінгера
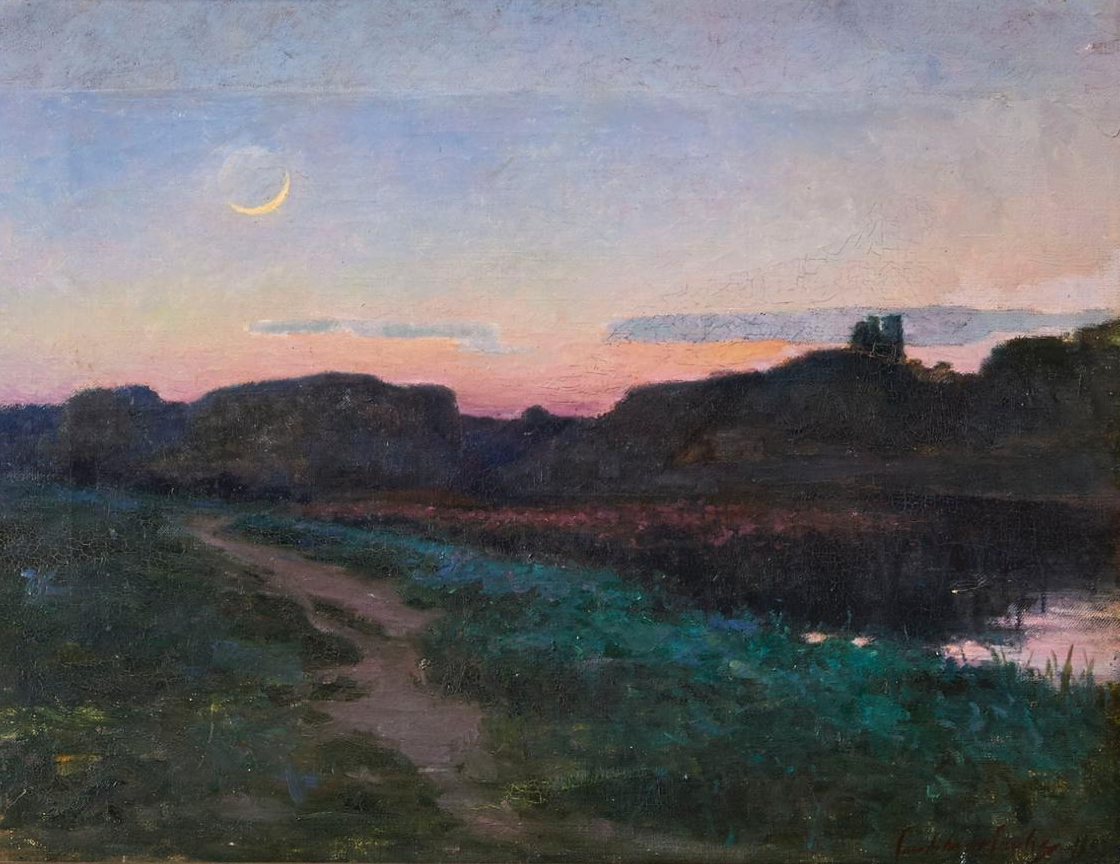
«Світанок» (1897), картина Антоніо Кандідо да Кунья
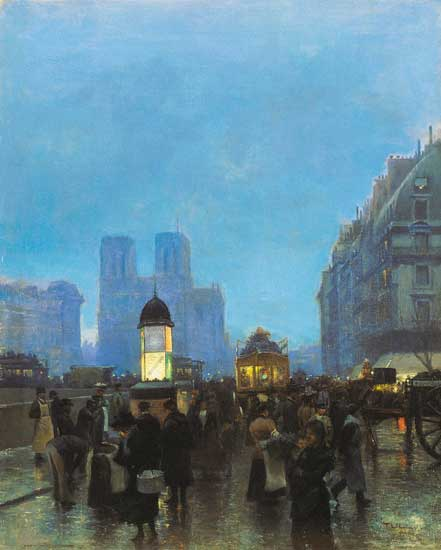
«Сутінки» (1897), картина Едмунда Тулля
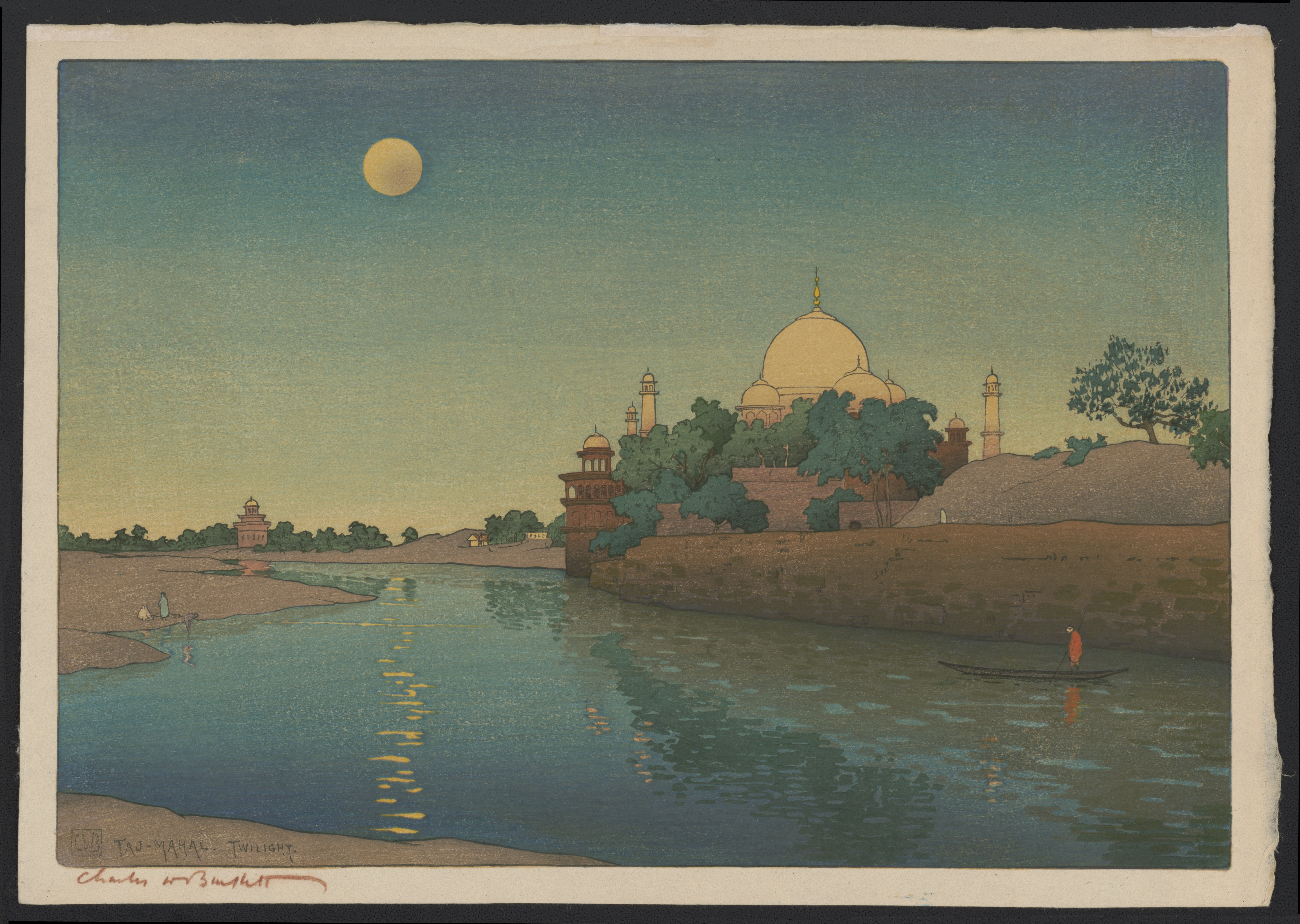
«Тадж-Магал, сутінки» (1920), ксилографія Чарльза В. Бартлетта